# 都城市立中郷中学校
都城市立中郷中学校（みやこのじょうしりつなかごうちゅうがっこう）は、宮崎県都城市梅北町にある公立の中学校。

## 概要
歴史
1947年（昭和22年）の学制改革（六・三制の実施）により、新制中学校として創立。現校名となったのは1967年（昭和42年）。2022年（令和4年）には創立75周年を迎えた。
校訓
「健康・敬愛・向学・勤労」- 2000年（平成12年）に制定。
校章
校歌
作詞は富松良夫、作曲は海老原直による。歌詞は3番まであり、各番に校名の「中郷」が登場する。
通学区域
- 都城市立梅北小学校区（梅北町（一部））
- 都城市立安久小学校区（豊満町・安久町）[1]

## 沿革
- 1947年（昭和22年）
  - 5月1日 - 学制改革（六・三制の実施）により、新制中学校「中郷村立中郷中学校」の設置が認可される。
  - 5月8日 - 初代校長に福重重行が就任。
  - 7月 - 父母と先生の会が発足。
  - この年 - 二俣分校を設置（中郷村立二俣小学校[2]に併設）。
- 1948年（昭和23年）4月 - 木造新校舎（2号棟）が完成。
- 1949年（昭和24年）4月 - 二俣分校の新校舎が完成。
- 1951年（昭和26年）10月 - 台風により、1948年（昭和23年）完成の木造校舎が倒壊。
- 1953年（昭和28年）
  - 3月 - 校舎を復旧。新校舎（3号棟の一部）が完成。
  - 5月8日 - 校歌を制定。
- 1955年（昭和30年）
  - 3月 - 校旗を制定。校章を改訂。
  - 7月 - 本館を増築。
- 1956年（昭和31年）7月 - 体育館が完成。
- 1957年（昭和32年）4月1日 - 二俣分校が都城市立二俣中学校として独立。
- 1959年（昭和34年）4月 - プールが完成。
- 1963年（昭和38年）5月 - 完全給食を開始。
- 1966年（昭和41年）11月 - 鉄筋校舎が完成。西裏門が完成。
- 1967年（昭和42年）
  - 3月3日 - 都城市との合併により、「都城市立中郷中学校」（現校名）に改称。
  - 4月1日 - 都城市立二俣中学校を統合。
- 1973年（昭和48年）
  - 2月 - 中郷地区体育館が完成。
  - 3月 - 管理棟が完成。
- 1976年（昭和51年）7月 - 新プールが完成。
- 1982年（昭和57年）8月 - 石川啄木歌碑を建立。
- 1988年（昭和63年）2月 - 新体育館が完成。
- 1990年（平成2年）7月 - ケヤキを学校の木、ソメイヨシノ（サクラ）を学校の花に制定。
- 1992年（平成4年）8月 - 南側旧校舎を解体。
- 2000年（平成12年）9月1日 - 校訓を制定。
- 2008年（平成20年）4月 - 新校舎が完成。
- 2016年（平成28年）11月25日 - 創立70周年記念式典を挙行。

## 校則・校風
- 自転車通学にはヘルメットの着用が義務付けられており、それを違反すると自転車通学3日停止などの処分が下される。校区の広い地方中学校において、自転車通学停止という処分は生徒にとって大きな負担となるため、PTAや生徒の間では不満の声が上がっている。さらに通学停止期間中に自転車通学をした場合、追加で一週間の自転車通学禁止の罰則が科せられる。
- 入学後は体育大会がすぐにあるので、行進や練習が始まる
- 眉毛を整える行為は、相談し許可が降りた場合のみ認められる。相談無しに眉毛を整えたと判断されると、厳重処分が下される。
- オリジナルマスコットキャラクター「かねみん」と「かねまる」が存在している。

## 施設・設備
多目的ホール
学年集会や、柔道の授業などに使用される。以前は昼休みに開放していた。

## 著名な卒業生
- 田中幸雄 - 元プロ野球選手（北海道日本ハムファイターズ）

## 交通アクセス
最寄りの鉄道駅
- JR九州 「五十市駅」・「西都城駅」

最寄りのバス停留所
- 宮崎交通バス（宮交バス）「中郷中」停留所

最寄りの幹線道路
- 宮崎県道12号都城東環状線

## 周辺
- 都城市役所中郷地区市民センター
- 中郷保育所
- 中郷地区体育館
- 中郷商工会